# قطران التبريزي

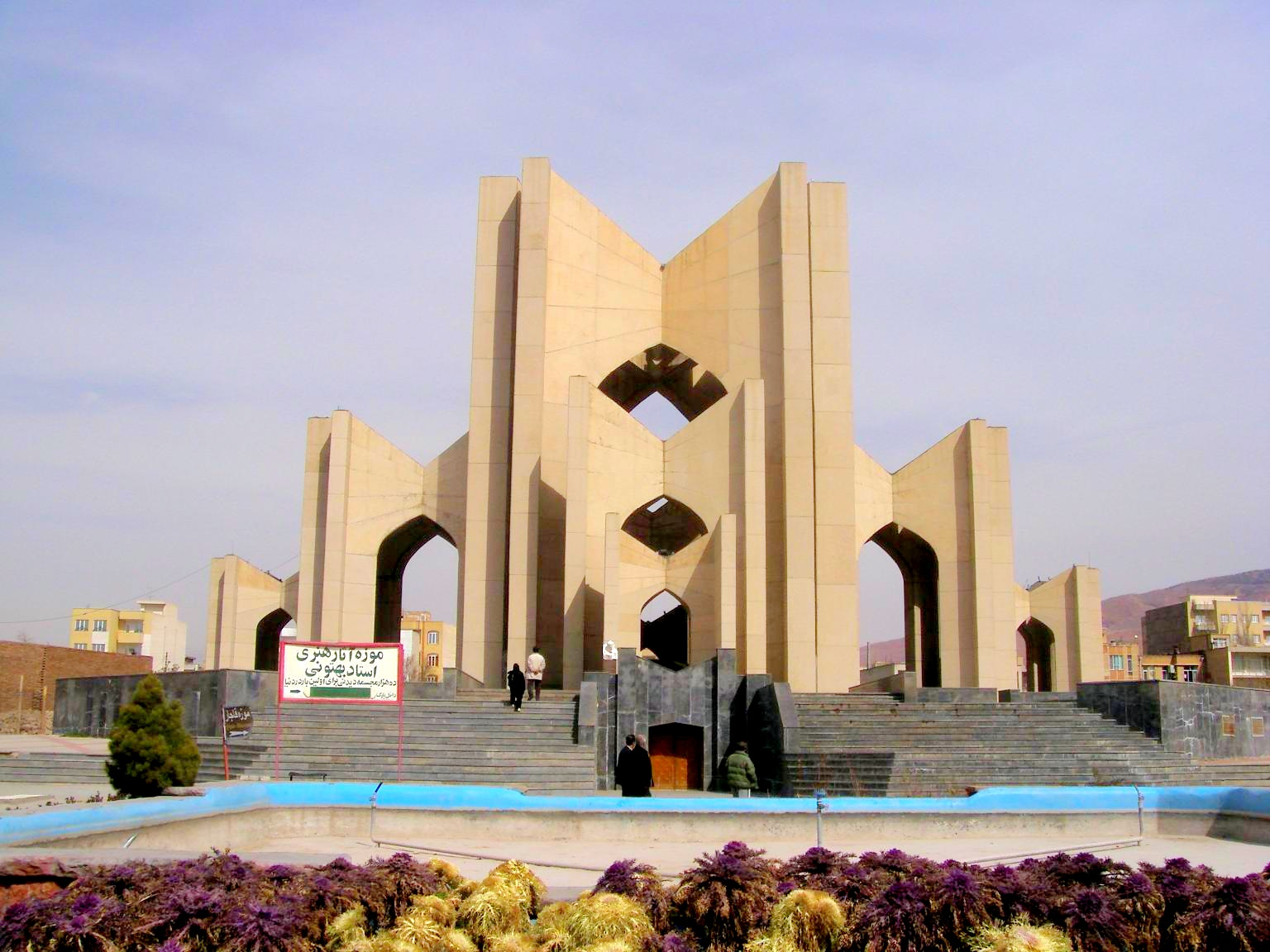
مقبرة الشعراء، وفيها دفن التبريزي.

قطران التبريزي (ت. 438 هـ) هو شاعر فارسي.
هو قطران بن منصور الارموى التبريزي الشهير بالحكيم. دفن في مقبرة الشعراء بتبريز.

## آثاره
من تصانيفه:
- تفاسير في لغة الفرس.
- قوس نامه.